# 夏目愛海
夏目 愛海（なつめ あいみ、1997年9月9日 - ）は、日本の女優。埼玉県出身。ミーアンドハーコーポレーション所属。

## 来歴
- 埼玉県出身。2012年に芸能界入り。2015年に舞台デビュー。
- 『ヤングアニマル』（白泉社）「YAグラ姫2018ファイナリスト」（2017年11月）[2]。
- 2016年、総合演出堤幸彦舞台『熱いぞ!猫ヶ谷!!』右近役に、コミュニケーションアプリ「DMM.yell」にて実施されたオーディションを経て多数の応募者の中より選出される。以降、『勇者セイヤンの物語(真)』、『舞台版まいっちんぐマチコ先生〜臨海学校で人魚伝説!そんな事ってアリエル?の巻〜』等、舞台を中心に活躍。
- 最近ではAndroid・iOS用ゲーム『エルクロニカ』エリカ役のキャラクターボイスを担当する等、活動の幅を広げている[3][4]。
- 所属事務所は、セントラルを退所後、フリーランス（2020年6月よりユカイナルと業務提携[5]）として活動していたが、2021年6月よりミーアンドハーコーポレーションの所属となった[6]。

## 人物
- 特技：書道
- 趣味：ピアノ・映画鑑賞・ジョギング
- 日課：日の出と日の入りを調べる
- 愛称：あいみん

## 作品

### 写真集
- 夏目愛海1st 写真集『あいみん』（2018年1月15日）

## 出演

### 舞台
2015年
- アリスインプロジェクト「魔銃ドナー」月組（6月24日 - 7月5日、池袋・シアターKASSAI） - 君島えり 役
- アリスインプロジェクト「ハイスクールミレニアム2015」時組（12月16日 - 20日、六行会ホール） - 編呂奈美恵 役

2016年
- DMM.yell presents「熱いぞ!猫ヶ谷!!」（3月16日 - 20日、品川プリンスホテル クラブeX） - 右近 役
- ドリームプリンセス「ミエタミエナイセカイ」（6月1日 - 5日、新宿村LIVE） - 稲田美玲 役
- 爆走おとな小学生「転校生革命」（7月26日 - 31日、池袋・シアターKASSAI） - 千尋 役
- 爆走おとな小学生「初等教育ロイヤル」（11月23日 - 27日、新宿村LIVE） - 高橋さん 役

2017年
- 爆走おとな小学生「46億年ゼミ」（1月12日 - 15日、中目黒キンケロシアター） - 周子 役
- アサルトリリィ×ルドビコ女学院「シュベスターの誓い」（3月1日 - 5日、中野ザ・ポケット） - 羽田・カタリナ・芽衣 役
- アリスインプロジェクト「名探偵はじめました!2017」（5月3日 - 8日、新宿・シアターブラッツ） - 天竜山珠子 役
- 爆走おとな小学生「すてきな三にんぐみ」（6月1日 - 4日、中目黒キンケロシアター） - カトリシア 役
- 爆走おとな小学生「勇者セイヤンの物語（真）」（7月26日 - 30日、CBGKシブゲキ!!） - ジーバニョン 役
- M-SMILE「まいっちんぐマチコ先生」（8月17日 - 20日、築地ブディストホール） - 池上ケン太 役
- ルドビコ女学院「イバラヒメ」（9月2日 - 6日、中目黒ウッディシアター） - 羽田芽衣 役
- 爆走おとな小学生「勇者セイヤンの物語（仮）」（11月8日 - 12日、CBGKシブゲキ!!） - メントシュ 役
- 爆走おとな小学生「ヲトメ噺〜女学生見聞録鍵奇譚〜」（12月15日、中目黒キンケロシアター） - 日替わりゲスト(鍵の母 役)

2018年
- 人狼TLPT S「未来への十字架」（2月7日 - 12日、新宿村LIVE） - 羽田・カタリナ・芽衣 役
- ASSH「君よ叫べ、其ノサガノ在ルガ儘ニ」（3月24日 - 4月1日、新宿・サンモールスタジオ） - ヒロイン・玉依姫 役
- 東出有貴プロデュース「FINAL JUDGEMENT」（4月18日 - 22日、座・高円寺2） - 三上澄香 役
- オッドエンタテインメント presents「鬼切丸伝～源平鬼絵巻～」再演（6月20日 - 24日、全労済ホール／スペース・ゼロ） - 願御前 役
- Entertainment Live Stage SEPT×オバケストラ「オバケストラ!」（7月11日 - 7月16日、シアターサンモール） - 昴 役
- 爆走おとな小学生「勇者セイヤンの物語〜ノストラダム男の大予言〜」（7月25日 - 29日、CBGKシブゲキ!!） - ジョッパー 役
- SANETTY Produce「Over Smile」（9月12日 - 17日、CBGKシブゲキ!!） - メアリー 役
- 爆走おとな小学生「あたしをくらえ。」teamVウィルス（ヴィーガン）（10月11日 - 15日、新宿村LIVE） - バブ 役
- アリスインプロジェクト「ともだちインプット」（11月7日 - 18日、池袋・シアターKASSAI） - ハル 役

2019年
- スーパー・エキセントリック・ガールズ「巫女ガール」（2月20日 - 24日、CBGKシブゲキ!!） - エリ 役
- K-FARCE「君が残した白いひまわり」（7月10日 - 21日、コフレリオ新宿シアター） - 清水渚 役
- 円谷プロダクション「DARKNESS HEELS～THE LIVE～」 - シュシュ 役
  - 埼玉公演（9月13日、新座市民会館）
  - 東京公演（9月18日 - 23日、北千住・シアター1010）

- アサルトリリィ×私立ルドビコ女学院「白きレジスタンス〜真実の刃（やいば）〜」（11月29日 - 12月3日、新宿村LIVE） - 鳴海・クララ・優子 役

2020年
- ブシロード「アサルトリリィLeague of Gardens」（1月9日 - 15日、新宿FACE） - 月岡椛 役
- 企画演劇集団ボクラ団義「re-call」（2月20日 - 3月1日、新宿村LIVE） - 早瀬香織 役
- ブシロード「アサルトリリィThe Fateful Gift」（9月3日 - 13日、池袋・Brillia HALL） - 佐々木藍 役
- 「キューティーハニー The Live〜秋の文化祭〜」（9月30日 - 10月4日、北千住・シアター1010） - アッシュハニー_eins（アインス） 役
- 劇団まけん組「キミと未来」（11月7日 - 8日、ベノア銀座）
- 宮崎理奈プロデュース「MIX!こんなベタなことが私におこるなんて」（11月18日 - 23日、CBGKシブゲキ!!） - 大上マイコ 役
- 爆走おとな小学生「初等教育ロイヤル」白組 大阪公演（12月25日 - 27日、COOL JAPAN PARK OSAKA TTホール） - 高橋さん 役

2021年
- 爆走おとな小学生「初等教育ロイヤル」白組 東京公演（1月30日 - 2月6日、ネット配信） - 高橋さん 役
- 演劇ユニット【メイホリック】「朗読劇『箱庭同窓会』」（3月25日 - 28日、新宿シアター・ミラクル） - 七緒千尋 役
- 爆走おとな小学生「サイキック学園〜青春超能力バトル〜」石川公演（5月22日 - 23日、石川県こまつ芸術劇場うらら） - 日替わりゲスト
- フリーカル「YAhHoo!!!!」2021 Bチーム  - アイビー 役
  - 東京公演（6月4日 - 6日、シアターサンモール）
  - 福島公演（6月12日 - 13 日、チームスマイル・いわき PIT）

- 演劇ユニット【メイホリック】「貘の皮を剥ぐ」（11月18日 - 20日、池袋・シアターグリーン BOX in BOX THEATER） - ミト 役
- 爆走おとな小学生「ハローハローポピーポピー」（12月21日 - 26日、池袋・シアターグリーン BOX in BOX THEATER） - ヒロイン デイジー 役

2022年
- 「アサルトリリィ Lost Memories」（1月20日 - 30日、サンシャイン劇場） - 佐々木藍 役
- ナッポス・ユナイテッド「ナミヤ雑貨店の奇蹟」（2月26日 - 3月6日、サンシャイン劇場）
- WBB「バンクパック」（6月7日 - 13日、紀伊國屋サザンシアター TAKASHIMAYA） - 理沙 役
- キョードーファクトリー「くちびるに歌を」（12月10日 - 16日、かめありリリオホール） - 仲村ナズナ 役

2023年
- TAP「ウスバカゲロウな男たち」（2023年3月8日 - 12日、新宿・シアターサンモール） - 栗原美沙紀 役
- 「漫才ギャング-リローデッド-」 - 鬼塚千波 役
  - 東京公演（2023年5月4日 - 21日、銀座・博品館劇場）
  - 大阪公演（2023年6月2日 - 4日、COOL JAPAN PARK OSAKA TTホール）

- 超次元ミュージカル「ネプテューヌ」（2023年9月28日 - 10月1日、CBGKシブゲキ!!） - 主演・ネプテューヌ 役

2024年
- マクラコトバ（7月4日 - 8日、あうるすぽっと）
- 幕が上がる
  - 東京公演（8月21日 - 25日、北千住・シアター1010）
  - 大阪公演（9月14日、箕面市立文化芸能劇場）

2025年
- 見よ、飛行機の高く飛べるを（5月21日 - 25日、こくみん共済 coop ホール／スペース・ゼロ）
- 舞台「HOUSEII〜7人の地縛霊〜」（8月15日 - 23日〈予定〉、あうるすぽっと）

### 映画
- 衿まき女～闇のアサシン～[53]（2018年8月、監督：井川楊枝） - 椎名八千代 役

### テレビドラマ
- イチケイのカラス 第8話（2021年5月24日、フジテレビ）- 磯崎由衣 役[54]

### ゲーム
- エルクロニカ（2016年、エリカ)[55]
- アサルトリリィ Last Bullet(2021年、佐々木藍)[56][57]
- ユグドラ・レゾナンス（2022年、モラナ)[58]

### Webアニメ
- アサルトリリィ ふるーつ（2021年） - 佐々木藍 役[59]

### ナレーター
- グリーンチャンネル 水曜馬スペ!「馬上からの絶景」（2020年）

### その他
- 集英社 「週刊プレイボーイ」（2016年9月11日）
- 白泉社 「ヤングアニマル」（2017年11月10日）[60]

## ディスコグラフィ

### キャラクターソング
| 発売日        | 商品名                                                                              | 歌                                                                         | 楽曲                                 | 備考                                                      |
| ------------- | ----------------------------------------------------------------------------------- | -------------------------------------------------------------------------- | ------------------------------------ | --------------------------------------------------------- |
| 2021年5月26日 | 舞台「アサルトリリィ League of Gardens / アサルトリリィ The Fateful Gift」 BD特典CD | 一柳隊、ルド女選抜、御台場選抜、相模女子選抜、ヘルヴォル、御前（佃井皆美） | 「君の手を離さない」                 | 舞台『アサルトリリィ The Fateful Gift』オープニングテーマ |
| 2021年9月8日  | Edel Lilie（Last Bullet MIX） ヘルヴォルVer.                                        | ヘルヴォル                                                                 | 「Fringed iris」                     | ゲーム『アサルトリリィ Last Bullet』関連曲                |
| 2022年2月9日  | Neunt Praeludium（Last Bullet MIX） ヘルヴォルver.                                  | ヘルヴォル                                                                 | 「蕾の中の奇跡」 「Resonant Hearts」 | ゲーム『アサルトリリィ Last Bullet』関連曲                |
| 2022年2月9日  | Neunt Praeludium（Last Bullet MIX）Blu-ray付生産限定盤                              | アサルトリリィ Last Bullet                                                 | 「蕾の中の奇跡」                     | ゲーム『アサルトリリィ Last Bullet』関連曲                |
| 2022年8月3日  | Diverse                                                                             | 佐々木藍 （夏目愛海）                                                      | 「ひだまり」                         | ゲーム『アサルトリリィ Last Bullet』関連曲                |
| 2024年2月7日  | 運命のトリニティ                                                                    | ヘルヴォル&クエレブレ                                                      | 「REFLECTIONS」                      | ゲーム『アサルトリリィ Last Bullet』関連曲                |
| 2024年2月7日  | 運命のトリニティ                                                                    | ヘルヴォル                                                                 | 「REFLECTIONS（ヘルヴォルver.）」    | ゲーム『アサルトリリィ Last Bullet』関連曲                |

### ユニットメンバー
1. 1 2 3 4 5  相澤一葉（藤井彩加）、佐々木藍（夏目愛海）、飯島恋花（石飛恵里花）、初鹿野瑤（三村遙佳）、芹沢千香瑠（野中深愛）
2. ↑  一柳梨璃（赤尾ひかる）、白井夢結（夏吉ゆうこ）、楓・J・ヌーベル（井澤美香子）、二川二水（西本りみ）、安藤鶴紗（紡木吏佐）、吉村・Thi・梅（岩田陽葵）、郭神琳（星守紗凪）、王雨嘉（遠野ひかる）、ミリアム・ヒルデガルド・v・グロピウス（高橋花林）、相澤一葉（藤井彩加）、佐々木藍（夏目愛海）、飯島恋花（石飛恵里花）、初鹿野瑤（三村遙佳）、芹沢千香瑠（野中深愛）、今叶星（前田佳織里）、宮川高嶺（礒部花凜）、土岐紅巴（東城咲耶子）、丹羽灯莉（進藤あまね）、定盛姫歌（富田美憂）
3. ↑  松村優珂（集貝はな）、牧野美岳（河瀬茉希）、賀川蒔菜（木野日菜）、森本結爾（指出毬亜）